# Марс в культуре

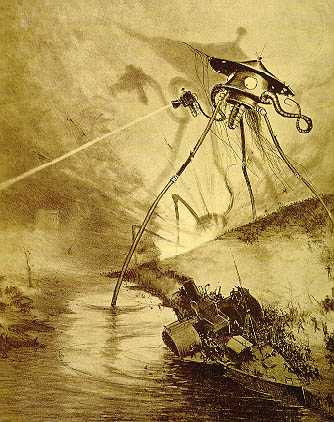
Иллюстрация марсианского треножника из французского издания «Войны миров» 1906 года

Созданию фантастических произведений о Марсе поспособствовали начавшиеся в конце XIX века дискуссии учёных о возможности существования на поверхности Марса не просто жизни, а развитой цивилизации. Долго считалось, что условия на Марсе достаточно близки к земным. Астрономы были склонны интерпретировать то, что они видели в несовершенные телескопы на поверхности красной планеты, с точки зрения привычных земных реалий: полярные шапки считались состоящими из замёрзшей воды: льда и снега, а тёмные области планеты представлялись учёным морями, океанами или лесами. После «открытия» в 1877 году марсианских каналов представление о существовании на Марсе разумной жизни и цивилизации стало восприниматься как научный факт. В США подобные взгляды распространял Персиваль Лоуэлл, он изложил их в своих трёх книгах «Марс» (англ. Mars, 1895), «Марс и его каналы» (англ. Mars and Its Canals, 1906) и «Марс — обитель жизни» (англ. Mars as the Abode of Life, 1909).

## Литературные произведения о Марсе и марсианах

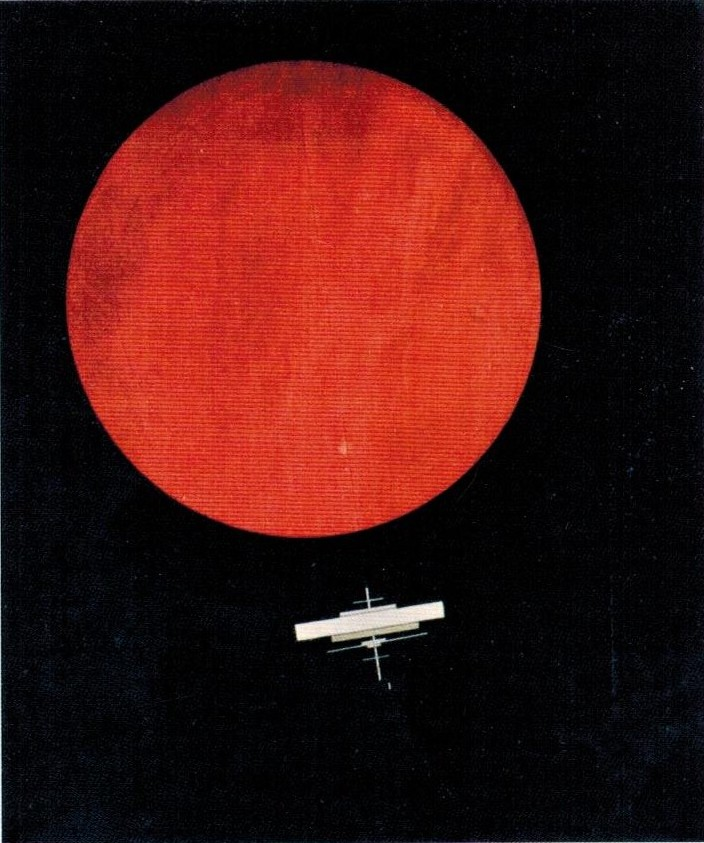
Илья Чашник. Красный круг на чёрной поверхности. 1925

Вероятно, первый фантастический роман, действие которого разворачивается на Марсе, был «Через Зодиак» американца Перси Грега, опубликованный в 1880 году.
В конце XIX века был создан и знаменитый роман Герберта Джорджа Уэллса «Война миров» (1897), в котором марсиане пытались покинуть свою умирающую планету для завоевания Земли. По мнению Эрика Рабкина, данное произведение отразило политическую ситуацию того времени, встав в одном ряду с другими произведениями, описывающими вторжение некой враждебной силы, в которой угадывались черты тогдашних мировых империй.
30 октября 1938 года в США радиоверсия этого произведения была прочитана по радио в виде новостной радиопередачи, что послужило причиной массовой паники — слушатели приняли этот «репортаж» за правду. Это событие привлекло серьёзное внимание к проблеме «фальшивых новостей», что чуть было не закончилось введением законодательных ограничений свободы слова, однако в итоге всё ограничилось извинениями, которые режиссёр радиопостановки О. Уэллс принёс в прямом эфире.
В начале XX века «марсианскую» тему развивал французский писатель Гюстав Леруж, считающийся одним из предшественников жанра научной фантастики. Его фантастическая дилогия «Пленник Марса» («Le Prisonnier de la planète Mars», 1908) и «Война вампиров» («La Guerre des vampires», 1909) была переведена на русский язык и издана в 1993 году под заглавием «Война вампиров».
В 1966 году писатели Аркадий и Борис Стругацкие написали сатирическое «продолжение» «Войны миров» под названием «Второе нашествие марсиан», а в 2006 С. Синякин — «Третье нашествие марсиан».
Почти одновременно с романом Герберта Уэллса вышел немецкий роман Курда Лассвица «На двух планетах», идеи которого, по существующей версии, оказали влияние на творчество Хьюго Гернсбека, а через него — и на фантастический жанр.
В числе важных произведений о Марсе также стоит отметить вышедший в 1950 году роман Рэя Брэдбери «Марсианские хроники», состоящий из отдельных слабо связанных между собой новелл, а также ряд примыкающих к этому циклу рассказов; роман повествует об этапах освоения человеком Марса и контактах с гибнущей древней марсианской цивилизацией. В литературных произведениях этого периода Марс часто рассматривался как «новый Эдем», в котором найдёт спасение человеческая цивилизация.
В 1917—1964 годах вышло одиннадцать книг о Барсуме (название планеты Марс в фантастических произведениях Эдгара Райса Берроуза). В этих произведениях планета была представлена как умирающая, жители которой находятся в непрерывной войне всех со всеми за скудные природные ресурсы. В 1938 году Клайв Льюис написал роман «За пределы безмолвной планеты».
Освоение космического пространства в 1950—1960-х годах вдохнули новую жизнь в научно-фантастические произведения, местом действия которых являлся Марс.
Современные произведения, такие как «Марсианская трилогия» Кима Стэнли Робинсона (1992—2000) и «Марсианин» (2011) Энди Вейра, делают акцент на трудностях, с которыми может столкнуться человек на Марсе, при попытке приспособить его для жизни.
Примечательно, что в своём романе «Путешествия Гулливера» Джонатан Свифт упомянул о двух спутниках Марса за 150 лет до того, как они были реально открыты.

### Список книг о Марсе и марсианах
Примечание: Хронологический порядок дата года выходил романа, повести, рассказы на Красной планете, Марсиане и Марсианская цивилизация.

| - Перси Грег «Через Зодиак» (1880) - Роберт Кроми «Бросок в пространство» (1890) - Густавус Поуп «Путешествие на Марс» (1894) - Рассказ Герберт Уэллс «Хрустальное яйцо» (1897) - Герберт Уэллс «Война миров» (1897) - Курт Лассвиц «На двух планетах» (1897) - Гарретт Патнем Сервисс «Эдисоновское завоевание Марса» (1898) - Порфирий Инфантьев «На другой планете» (1901) - Леонид Афанасьев «Путешествие на Марс» (1901) - Эдвин Лестер Арнольд «Лейтенант Гулливар Джонс» (1905) - Арну Галопен «Доктор Омега» (1906) - Александр Богданов цикл «Марсианская дилогия» (1908—1924) - Жан де Ла-Ир «Тайна XV» (1911) - Эдгар Райс Берроуз серия романов о Барсуме (1912—1964) - Уильям М. Тимлин «Корабль на Марс» (1923) - Алексей Николаевич Толстой «Аэлита» (1923) - Николай Муханов «Пылающие бездны» (1924) - Грааль Арельский цикл «Повести о Марсе» (1924) - Фрэнк Ридли «Зелёная машина» (1926) - Клиффорд Саймак серия сборник рассказов про Марс (1932—1988) - Джон Уиндем цикл «Зайцем на Марс» (1932—1938) - Лао Шэ «Записки о кошачьем городе» (1932) - Отис Клайн дилогия «Воин Марса» (1933) - Александр Абашели «Женщина в зеркале» (1933) - Стенли Вейнбаум дилогия «Экспедиция на Марс» (1934) - Клайв Стейплз Льюис «За пределы безмолвной планеты» (1938) - Эдмонд Гамильтон «Узник Марса» (1939) - Борис Анибал «Моряки Вселенной» (1940) - Ли Брэкетт «Пути Немезиды» (1944) - Станислав Лем «Человек с Марса» (1946) - Роберт Хайнлайн «Красная планета» (1949) - Ли Брэкетт «Шпага Рианона» (1949) - Рэй Брэдбери «Марсианские хроники» (1950) - Рассказ Альфред Ван Вогт «Зачарованная деревня» (1950) - Сирил Корнблат и Джудит Меррил «Марс — далёкая граница» (1951) - Артур Кларк «Пески Марса» (1951) - Айзек Азимов «Путь марсиан» (1952) - Роберт Хайнлайн «Космическое семейство Стоун» (1952) - Лестер дель Рей «Заброшенный на Марсе» (1952) - Джеймс Т. Макинтош цикл «Один из трех сотен» (1953—1954) - Уильям Моррисон «Мэл Оливер и Космический пират на Марсе» (1954) - Фредерик Браун «Марсиане, убирайтесь домой» (1955) - Георгий Мартынов «220 дней на звездолёте» (1955) - Стэнли Беннетт Хаф «Пятница без мужчин» (1956) - Роберт Хайнлайн «Двойник» (1956) - Рассказ Пол Андерсон «Сокровища марсианской короны» (1958) - Курт Воннегут «Сирены Титана» (1959) - Уоллес Уэст «Птица времени» (1959) - Рассказ Валентина Журавлёва «Голубая планета» (1959) - Роберт Шекли «Поединок разумов» (1960) - Филип Хосе Фармер «Отвори мне, сестра...» (1960) - Олесь Бердник «Марсианские зайцы» (1960) - Николай Сластников «Билет на Марс» (1961) - Константин Волков «Марс пробуждается» (1961) - Роберт Хайнлайн «Чужак в чужой стране» (1961) - Роберт Хайнлайн «Марсианка Подкейн» (1963) - Никита Разговоров «Четыре четырки» (1963) - Рассказ Роджер Желязны «Роза для Экклезиаста» (1963) - Филип К. Дик «Сдвиг времени по-марсиански» (1964) - Виктор Невинский «Под одним солнцем» (1964) - Александр Шалимов «Цена бессмертия» (1965) - Джон Браннер «Марсианский Сфинкс» (1965) - Майкл Муркок цикл «Майкл Кейн» (1965) - Роберт Шекли «Обмен разумов» (1965) - Рассказ Филип К. Дик «Мы вам всё припомним» (1966) - Братья Стругацкие «Второе нашествие марсиан» (1966) - Дэвид Г. Комптон «Прощай, земное блаженство» (1966) - Джон Браннер «Рождённый под властью Марса» (1967) | - Лин Картер цикл «Тайны Марса» (1967—1984) - Томас Диш «Эхо плоти твоей» (1967) - Людек Пешек «Земля рядом» (1970) - Рассказ Кир Булычёв «Монументы Марса» (1972) - Валерий Цыганов цикл «Марсианские рассказы» (1973) - Сергей Жемайтис «Багряная планета» (1973) - Александр Казанцев «Фаэты» (1974) - Ли Брэкетт цикл «Эрик Джон Старк» (1974—2005) - Хью Уолтерс «Убийство на Марсе» (1975) - Фредерик Пол дилогия «Марс» (1976—1994) - Кри́стофер Прист «Машина пространства» (1976) - Джон Варли «В чертогах марсианских королей» (1976) - Джерри Пурнель «Рождение Огня» (1976) - Йен Уотсон «Марсианский Инка» (1977) - Фрэнк Дартал «Властители Калаара» (1977) - Томас Салливан «Диапазон» (1978) - Левон Хачатурьянц и Евгений Хрунов «Путь к Марсу» (1978) - Филип Хосе Фармер «Иисус на Марсе» (1979) - Стерлинг Ланье «Угроза с Марса» (1983) - Рассказ Роберт Янг «Дитя Марса» (1985) - Морис Лимат «И дождевая могила на Марсе» (1986) - Александр Шалимов «Эстафета разума» (1987) - Йен Макдональд цикл «Марс» (1988—2002) - Терри Биссон «Путешествие на Красную планету» (1990) - Мик Фаррен «Марс — Красная планета» (1990) - Роберт Форвард «Марсианская радуга» (1991) - Ким Стэнли Робинсон цикл «Марсианская трилогия» (1992—2000) - Бен Бова цикл «Марс» (1992—2008) - Фредерик Пол «Добыча Оорта» (1992) - Хелен Мэри Хувер «Ветры Марса» (1995) - Лоуренс Уотт-Эванс «Марсианская ловушка» (1996) - Василий Щепетнёв «Марс, 1939» (1997) - Сергей Синякин «Скучный вечер на Марсе» (1999) - Грегори Бенфорд «Марсианская раса» (1999) - Ларри Нивен «Радужный Марс» (1999) - Джеффри Лэндис «Пересечение Марса» (2000) - Аластер Рейнольдс «Великая Марсианская Стена» (2000) - Дэн Симмонс дилогия «Троя» (2000—2005) - Кейдж Бейкер цикл «Марс» (2003—2011) - Джон Варли цикл «Красный Гром» (2003—2014) - Эл Саррантонио трилогия «Хозяева Марса» (2004—2006) - Рассказ Сергей Лукьяненко «Кровавая оргия в марсианском аду» (2004) - Мэри Терзиллоу «Марсианские девушки» (2004) - Крис Герриб трилогия «Пираты Марса» (2006—2016) - Майкл Фридман «Марсианский рассвет» (2006) - С. М. Косемен «Все грядущие дни» (2006) - Герберт Вернер Франке «Побег на Марс» (2007) - Ричард Морган цикл «Чёрный человек» (2007—н. в.) - Джо Холдеман цикл «Место действия — Марс» (2008—2011) - Стивен Майкл Стирлинг «В суде Алых Королей» (2008) - Дэвид У. Браун «Красная Планета Нуар» (2009) - Рассказ Аллен Стил «Император Марса» (2010) - Джеймс Кори цикл «Пространство» (2011—2021) - Энди Вейер «Марсианин» (2011) - Хао Цзинфан «Скитальцы» (2011) - Эдуард Катлас «Прикладное терраформирование» (2012) - Брайан Олдисс «Марсианские вьюрки» (2012) - Брайан Олдисс «Птицы Марса» (2013) - Шейн Линдемун «Артефакт» (2013) - Роберт Сойер «Блюз Красной планеты» (2013) - Райнхард Йиргль «Нет ничего лучше, чем жить на Земле» (2014) - Пирс Браун цикл «Алое восстание» (2014—н. в.) - А. Л. Коллинз цикл «Красный мир» (2017—2018) - Сергей Лысков «Золото Марса. История колонизации» (2018) - Саймон Морден дилогия «Фрэнк Киттридж» (2018—2019) - Натан Бэллингруд «Странность» (2023) - Сандро Геворкян «Грейлон Дарвин» (2024) |

## Фильмы
В период с 1903 года по наше время[уточнить] о Марсе вышло более 120 фильмов: художественных, документальных, мультипликационных.
В голливудском послевоенном кинематографе тема Марса не освещалась вплоть до начала 1950-х годов. Существует мнение, что по мере роста антикоммунистических настроений, кульминировавших в политике маккартизма, и представлений о «красной угрозе», Марс («красная планета») стал изображаться в кинематографе как источник сил зла (например, в фильмах 1953 года «Invaders from Mars» и 1954 года «Devil Girl from Mars»). Эта тенденция пошла на спад после заката маккартизма.
- 1980 — Марсианские хроники — мини-сериал, состоящий из трёх серий, снятый по роману Рэя Брэдбери «Марсианские хроники».
- 1997 — Тайная Эстетика Марсианских Шпионов — российский трехсерийный фильм режиссера Олега Мавроматти, рассказывающий о приключениях марсианина, мечтающего устроить революцию в Москве.
- 2000 — Миссия на Марс — американский фантастический фильм режиссёра Брайана Де Пальмы о спасательной миссии на планету Марс после катастрофы, постигшей первую экспедицию на красную планету.
- 2000 — Красная планета — американский научно-фантастический фильм фильм 2000 года режиссёра Энтони Хоффмана с Вэлом Килмером и Керри-Энн Мосс в главных ролях.
- 2015 — Марсианин — фильм режиссёра Ридли Скотта, выпущен кинокомпанией XX век Фокс. В фильме повествуется об астронавте Марке Уотни (Мэтт Деймон), который, будучи унесённым порывом песчаной бури в ходе экстренной эвакуации его экспедиции с планеты, был ошибочно признан погибшим и оставлен на поверхности Марса. Чтобы выжить до прибытия следующей экспедиции, ему приходится многое преодолеть: одиночество, голод, взрыв на марсианской станции.

## Видеоигры
- В серии видеоигр Doom действие происходит на Марсе и двух его спутниках, Фобосе и Деймосе.
- В видеоиграх серии Red Faction (Red Faction (1), Red Faction: Guerrilla (3), Red Faction: Armageddon (4)).
- Во вселенной игр «Mass Effect». Марс является ключевой планетой, на которой находились остатки технологий древней развитой цивилизации Протеан, с помощью которых раса людей освоила полёты на сверхсветовой скорости.
- В видеоигре «Martian Gothic: Unification» местом действия является Марс. События развиваются у подножия вулкана Олимп.
- В стратегии игры «UFO: Afterlight» (2007), третья части игры «UFO» на «X-COM».
- В видеоигре «Mars: War Logs» (2013).
- В стратегии игры «Surviving Mars» (2018).
- В 2019 году вышла игра «Moons of Madness».
- В 2023 году вышла игра «Deliver Us Mars».
- В 2023 году вышла игра «Fort Solis».
- Настольная игра «Покорение Марса».

## Музыка
- «Life on Mars?» — композиция Дэвида Боуи.
- Один из альбомов группы Wings называется «Venus and Mars» («Венера и Марс»). На его обложке изображены эти две планеты.
- Рок-группа Thirty Seconds to Mars и её дебютный альбом «30 Seconds to Mars».
- Песня российского исполнителя Noize MC «На Марсе классно» рассказывает про атомную войну, которая убила всё живое на планете.
- Песня «На Марс» группы «Слот».

## Астрология
В астрологии Марс является планетой, управляющей Овном. До открытия Плутона считалось, что Марс управляет Скорпионом. Марс в астрологии ассоциируется с такими качествами, как самоутверждение, агрессия, сексуальность, энергичность и импульсивность. Астрологи считают, что Марс управляет спортом, соревнованиями и физической активностью в целом. В медицинской астрологии Марс отвечает за состояние половых органов, надпочечников.
В оккультизме Марс соотносится со сфирой Гвура. (См. также Халдейский ряд).